# 統合戦術情報伝達システム
統合戦術情報伝達システム（とうごうせんじゅつじょうほうでんたつシステム、英: Joint Tactical Information Distribution System, JTIDS）は、軍用の無線データ通信システムの1つ。使用周波数はLバンド、時分割多元接続（TDMA）技術を採用しており、高い対電子妨害耐性と秘匿性能を備えている。また、本システムを基盤として運用される戦術データ・リンク（リンク 16やIJMS）の総称として慣例的に用いられる。リンク 16は、NATOにおいて、空軍で使われていたリンク 4と海軍で使われていたリンク 11を統合的に代替する、新しい大容量データ・リンクとして採用が進められている。

## 開発
もっとも初期に生産されていた端末はクラス1と呼ばれるものであった。当時は、まだリンク 16（TADIL-J）の規格が策定されていなかったため、暫定的に策定された簡易型のフォーマットであるIJMS（Interim JTIDS Message Specification: TADIL-I）のみに対応している。クラス1のJTIDSであるARC-181の引き渡しは1977年より開始されたが、搭載は早期警戒管制機（AWACS）に限定された。
より本格的な端末であるクラス2の開発は、1981年にシンガー・ケアフォット (Singer-Kearfott) 、後のGECマルコーニ・エレクトロニック・システムズ (GEC-Marconi Electronic Systems) 、現在のBAEシステムズE&ISに発注、契約したことにより本格的に開始された。1990年1月には低率生産（LRIP）が開始され、223基（および予備55基）の端末が生産された。初期の段階において、クラス2端末は、コストと信頼性の点で問題に直面していたが、1993年の時点では、平均故障間隔（MTBF）は402時間まで改善していた。また1990年代中盤にはクラス2Hおよびクラス2Mが全規模生産に入ったが、一方で、戦闘機用の軽量端末として計画されていたクラス2Rの開発は、1996年にキャンセルされた。
現在は、DLS (Data Link Solutions) （BAEシステムズとロックウェル・コリンズの合弁事業）で開発が行われている。

## 特徴
戦術データリンク (TDL, Tactical Data Link) の一種であり、陸上の司令部をはじめとする陸海空のあらゆる軍用プラットフォームに適用でき、それらひとつひとつを局として、ひとつのネットワークとして接続させることができる。
JTIDSの主な機能は、デジタル形式で戦術的な情報を配信することである。リアルタイムで連続的にデジタル・データ及び音声の交換が可能であり、各プラットフォームに搭載されているJTIDSターミナルは、TDMA方式によりあらかじめ指定された間隔、あらかじめ決められた順序でメッセージを自動的に繰り返し送信する。ある局が送信している間は他のすべての局は送信されてきたメッセージの受信にまわる。従来使用されてきた類似のコミュニケーション・システム（例えば、リンク11）よりはるかに大量のデータを扱うことができる。規格上は238 Kbpsまでサポートされているが、通常は31.6, 57.6, 115.2 Kbps の通信速度で運用される。

### 対妨害性及び秘匿性
スペクトル拡散 (SS) 、周波数ホッピング (FH) 技術及びデータの暗号化による高い対妨害性及び秘匿性を有する。また、リード・ソロモン符号 (Reed-Solomon Codes) によってエラー訂正をしており、これらの技術により安全かつ確実に情報のやりとりができる。

### オートマチック・リレー・エクステンション
通常、UHF帯を使用している場合、その電波は直進性が高く電離層での反射もないため、水平線の下に隠れている局へは電波が到達しない、すなわち直接情報のやりとりをすることができない。しかし、JTIDSでは受信する局が水平線の向こうにいる場合、送受信双方から直接電波の届く位置にいるネットワーク参加局を中継することで情報を伝達させることができる。中継局には通信衛星を使用することもできる。この機能をオートマチック・リレー・エクステンションと呼ぶ。これによって、電波の特性による弱点を克服し、水平線を越えての広範囲の運用が可能である。
なお、高度10,000 m（約30,000 ft）の高々度にいる局（例えば、早期警戒管制機等）からの場合、水平線までの見通し範囲は半径500 nm（約900 km）程度である。

### バリエーション
| 型式名   | 諸元            | 諸元         | 諸元  | 諸元       | 機能          | 機能 | 機能  | インターフェース | インターフェース |
| 型式名   | 重量            | 容積         | LRU数 | 出力       | リンク16 IJMS | 音声 | TACAN | 1553             | X.25             |
| -------- | --------------- | ------------ | ----- | ---------- | ------------- | ---- | ----- | ---------------- | ---------------- |
| クラス2  | 125 lb (57 kg)  | 44.2リットル | 2個   | 200ワット  | ○             | ○    | ○     | ○                |                  |
| クラス2H | 220 lb (100 kg) | 92リットル   | 3個   | 1000ワット | ○             | ○    | ○     | ○                |                  |
| クラス2M | 90 lb (41 kg)   | 35.4リットル | 1個   | 200ワット  | ○             |      |       |                  | ○                |

## 運用
米軍が主に使用し、米軍との情報の共有を必要とするNATO及び同盟国の軍隊も使用している。日本の自衛隊も導入している。
早期警戒管制機 (AWACS)、哨戒機、航空母艦、イージス艦など自前でも強力な警戒監視能力及び指揮能力を有するプラットフォームが情報伝達の中核となり、得られた情報を整理して他のプラットフォームに戦域情報を配信する。また、必要に応じて戦術指令を送る。もちろん、中核プラットフォーム間での情報の共有も可能であり、より広範囲の情報を得ることができるうえ、前述のように他の局を中継することで広範囲の戦域もカバーでき、理論上は地球上どこの戦域の情報も得ることができる。
戦闘攻撃機のその他のプラットフォームは、中核プラットフォームから情報を受け取って自己のレーダーでは捉えられない友軍機、目標及び脅威の位置を知ることができる。また、自己のレーダーや各種探知装置で探知した情報や自機の情報（位置、機首方位、高度、速度等）を送ることもでき、その情報は中核プラットフォームを通じてネットワークに参加しているすべてのプラットフォームで共有できる。
このように、戦域情報をすべて一元管理できるため、実際に戦域を見ることができない地上の司令部でもリアルタイムで戦況を知ることができる。また、空対空戦闘だけではなく、哨戒機が収集した潜水艦や艦艇の位置情報、地上版AWACSとも言えるJ-STARSの地上監視、RC-135V/W リベット・ジョイントの電子偵察情報に基づく攻撃機や爆撃機への目標の指示によって空対地攻撃にも応用されている。地上に配備されている地対空ミサイル・サイトと連携してAWACSなどから目標の指示、攻撃指令を出すこともでき、目標の重複といった無駄を省いて資源を有効に活用できる。
現在は早期警戒管制機や哨戒機が地上と艦船や他の航空機の通信を中継するなど、洋上での航空作戦及び水上作戦に利用されているが、対応する機器を搭載できれば戦車などの軍用車両、持ち運べるほど小型化出来れば歩兵にJTIDS能力を持たせることも理論上は可能である。

## JTIDSとリンク16
JTIDSとリンク16/TADIL Jは、しばしば混同されることがあるが、これらは本来の定義のうえでは別物である。正しくは、リンク16を実現するために使用されている通信方式あるいはその技術の体系がJTIDSである、と言うべきである。実際の運用及びプラットフォームへの実装のために考え出された規格であるリンク16とは本来区別されるべきものである。わかりやすく例えると、JTIDSがハードウェア、リンク16がソフトウェアという関係であり、ソフトとハードが別物として扱われることに違和感はない。
IJMSなどJTIDS技術を用いているデータリンクはリンク16以外にもあるため、JTIDSすなわちリンク16とは言えない。JTIDSは、空中、陸上及び船上のユーザーにリンク16の能力を提供する第一世代の実戦システムとされているが、第二世代のリンク16はJTIDSに代わってMIDS（Multifunction Information Distribution System）を使用するとしており、必ずしもリンク16がJTIDSを使わなければ実現できないとは言えない。
しかしながら、軍事用語では“AWACS”のようにもともとE-3の計画名又は設計思想のコードネームだったものがE-3やE-767を指す一般名称あるいは総称になってしまうことはよくある。したがって、リンク16をはじめとするJTIDSを用いているデータリンクをJTIDSと総称してしまうことは慣例的に容認されている。今後MIDSが実用化されたときには、リンク16とJTIDS及びMIDSは今よりももっと明確に区別されるだろう。

### MIDS
MIDS (Multifunctional Information Distribution System) は、JTIDSに代わるリンク16に用いられるターミナルの構成要素であり、主にNATOで用いられる名称である。MIDSは商用標準に基づくオープン・アーキテクチャ・ターミナルであり、安価でリンク16の能力を提供するとされる。MIDSには、アメリカ合衆国、フランス、ドイツ、イタリア及びスペインによって開発されたMIDS-LVT (MIDS Low Volume Terminal) とアメリカ合衆国によって現在開発中であるMIDS-JTRS (MIDS Joint Tactical Radio System) がある。